# Tatra V 750
Der Tatra V 750 war ein leichter Geländewagen und Nachfolger des Tatra 57 K, der auf Basis von Teilen des Typs 75 vom Tatrawerk in Nesselsdorf 1935 herausgebracht wurde.

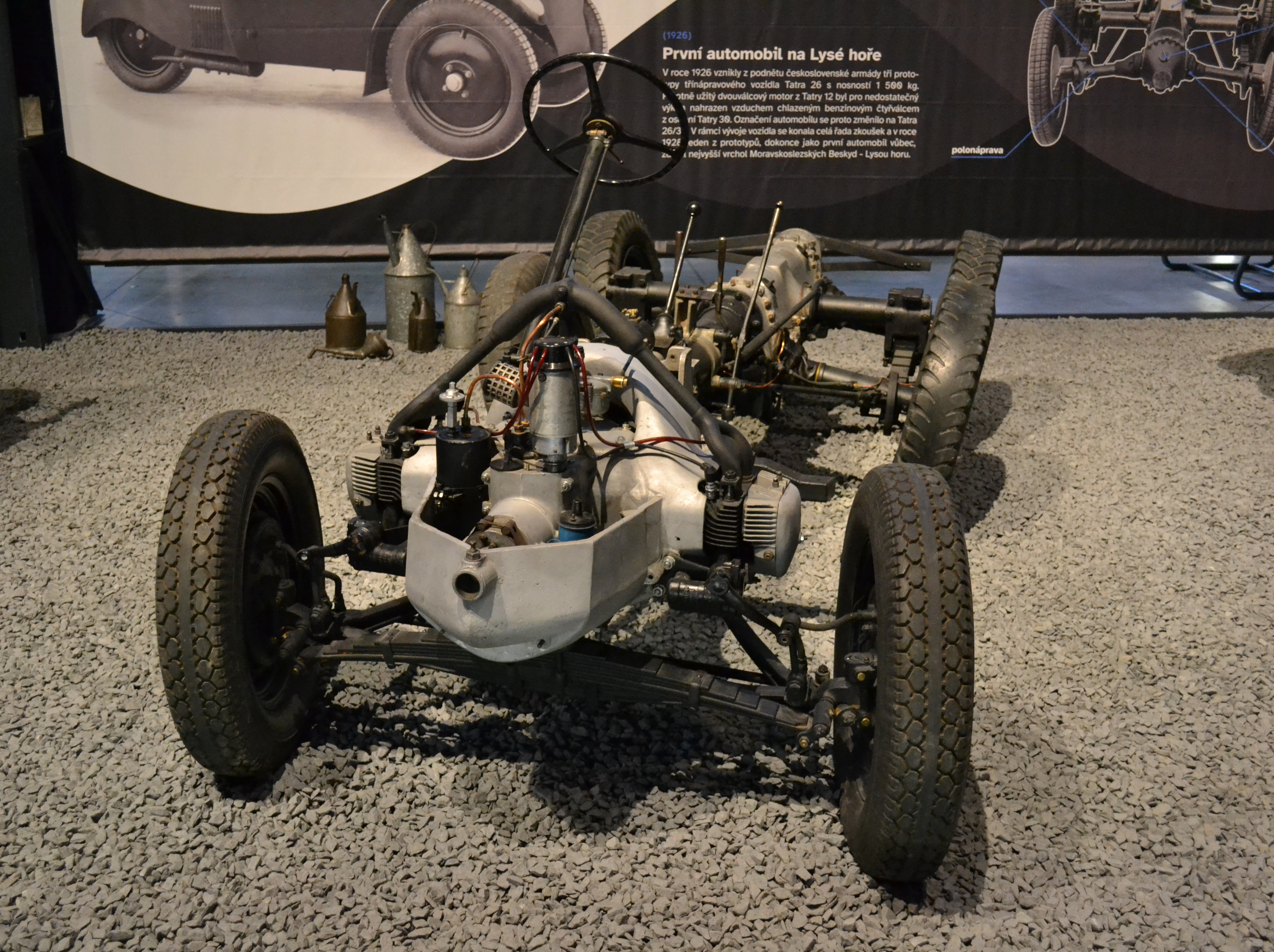
Lorraine 72 mit luftgekühltem Tatra-Motor

## Entstehung und Technik
Bei Tatra wurden schon in den 1920er-Jahren Fahrzeuge mit Zentralrohrrahmen gebaut. Die Entwicklung bei Tatra wurde maßgeblich von Hans Ledwinka beeinflusst. Leichte Geländefahrzeuge mit Allradantrieb entstanden bei Tatra zur Anpassung der Fahrzeugproduktion auf dem Hintergrund von Anfragen für Militärfahrzeuge und den absehbaren Vorgaben zur Aufrüstung der Wehrmacht. Die Produktion von Militärfahrzeugen sollte die Beschäftigung der Tatrawerke absichern. Die spätere Kontingentierung der Automobilindustrie durch den Schell-Plan (1939) zeichnete sich schon Anfang der 1930er-Jahre für Fahrzeughersteller ab.
Basierend auf den Erfahrung mit dem Modell Tatra 57 K und der Technik des Tatra 75 bekam das Fahrzeug einen obengesteuerten, luftgekühlten Vierzylinder-Boxermotor mit 1688 cm³ Hubraum und 32 PS (23,5 kW) Leistung. Der Motor mit Leichtmetall-Zylinderköpfen trieb über eine Einscheiben-Trockenkupplung und ein Vierganggetriebe mit Vorgelege die Hinterräder an, was acht Vorwärtsgänge und zwei Rückwärtsgänge bot. Ein Allradantrieb war zuschaltbar. Die erreichbare Höchstgeschwindigkeit des ca. 1050 kg schweren Wagens lag bei 80 km/h. Das Fahrgestell hatte ein Zentralrohr, eine Vorderachse mit zwei Querblattfedern und eine gelenklose Pendelachse hinten, ebenfalls mit Querblattfeder.
Für den Tatra V 750 gab ausschließlich einen offenen, 4-sitzigen Kübelwagenaufbau. Nachfolger dieses Modells war ab 1938 der Typ V 799.
Weitere Allrad-Entwicklungen mit Zentralrohrrahmen wurden zum Teil von den Tatra-Entwicklungen abgeleitet. Dies ist insbesondere für das Fahrzeugmodell Lorraine 72 von Lorraine-Dietrich bekannt.    

## Quelle
- Schmarbeck, Wolfgang: Tatra – Die Geschichte der Tatra-Automobile, Verlag des Internationalen Auto- und Motorrad-Museums Deutschland, Bad Oeynhausen (1977)